# Desastre na mina de jade de Hpakant em 2020

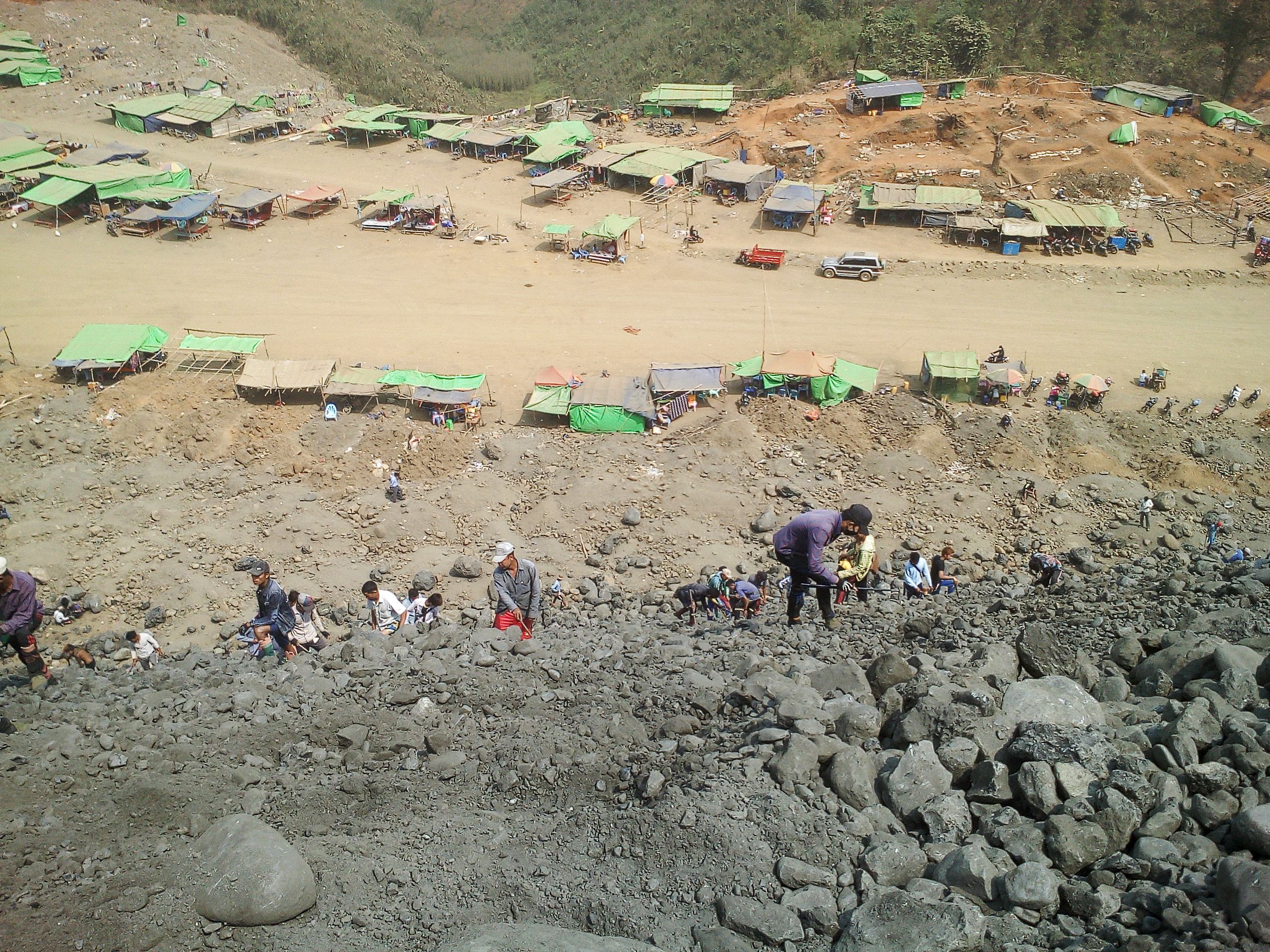
Vertente da mina de jade

O desastre na mina de jade de Hpakant ocorreu em 2 de julho de 2020, quando um deslizamento de terra matou pelo menos 172 pessoas em um local de mineração de jade na área de Hpakant, no estado de Cachim, em Myanmar. A 3 de julho de 2020, cerca de 100 pessoas estão desaparecidas e 54 ficaram feridas e foram levadas para o hospital. As vítimas eram "catadores de jade" independentes que vasculhavam rejeitos de operadores maiores e viviam em alojamentos desorganizados na base de grandes montes de entulhos escavados por máquinas pesadas. Às 06:30, horário local, fortes chuvas provocaram o colapso de um monte de lixo de mineração que desabou em um lago. Isso gerou uma onda de lama e água que enterrou os mineradores que trabalhavam no local.
Embora a indústria de jade de Myanmar seja conhecida por mortes e acidentes, este desastre de 2020 é o acidente mais mortal da história.

## Antecedentes
Myanmar é o maior fornecedor de jade em um comércio no valor de 30 bilhões de dólares por ano; no entanto, acidentes são frequentes em seus locais de mineração. A maior mina de jade do mundo está em Hpakant, no estado de Cachim. Um deslizamento de terra matou pelo menos 116 pessoas no desastre na mina de jade de Hpakant em 2015. Em 2019, cinquenta trabalhadores foram enterrados em um colapso da mina, resultando na morte de quatro deles e de dois trabalhadores de resgate.
Dezenas de mineradores foram mortos em acidentes menores nos últimos anos, com "catadores de jade" independentes que vasculham rejeitos de operadores maiores, particularmente em risco. Esses mineradores freelancers vivem em locais desorganizados na base de grandes montes de entulho escavados por máquinas pesadas. Os mineradores freelancers geralmente são migrantes de outras regiões de Mianmar e não são registrados, o que dificulta o cálculo de pessoas desaparecidas. A mineração é realizada no local por centenas de pessoas que vasculham os rejeitos despejados por caminhões no local. Os rejeitos formam grandes encostas, em uma cena semelhante à paisagem lunar, desprovida de árvores, suscetível ao colapso.
Enquanto o gabinete de Htin Kyaw, liderado por Htin Kyaw e Aung San Suu Kyi, prometeu reformar a indústria de jade e reduzir os acidentes quando assumiu o poder em 2016, pouco foi feito na prática.
Em 1 de julho, as autoridades emitiram um alerta contra a mineração na área devido às fortes chuvas. No entanto, esse aviso foi desafiado por muitos mineradores.

## Deslizamento

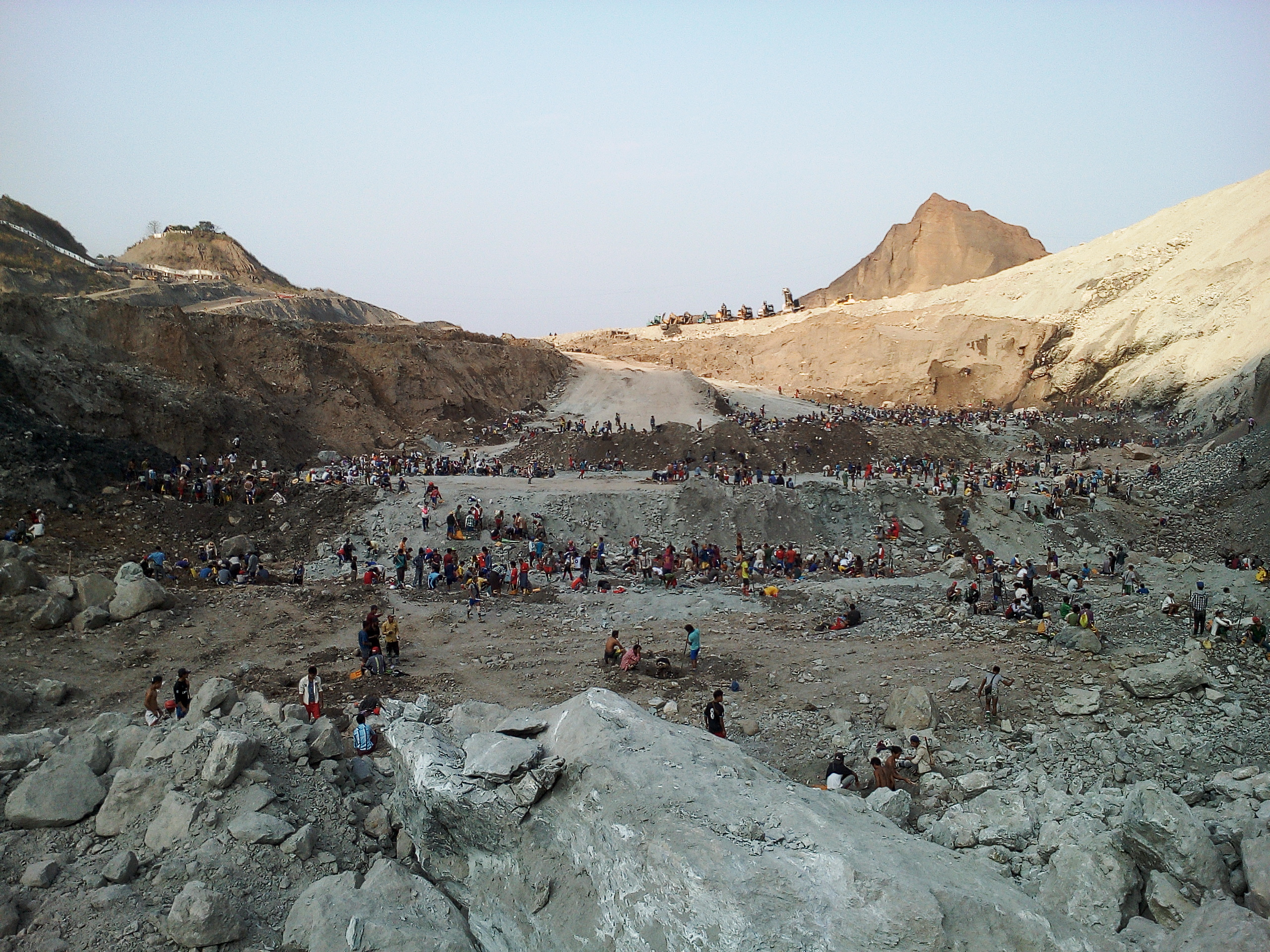
Mineração de jade no estado de Cachim

As pessoas que encontravam-se no local eram mineradores freelancers que vasculhavam os rejeitos da Yadanar Kyay, uma companhia de mineração.
Às 06:30, horário local, fortes chuvas provocaram o colapso de uma pilha de resíduos de mineração que desabaram em um lago. Isso gerou uma onda de lama e água que enterrou os mineradores que trabalhavam no local. A onda foi descrita pelas testemunhas como sendo de "6 metros de altura". O colapso e a subsequente onda de lama e água foram filmados em vídeo, assim como as frenéticas tentativas de fuga dos mineradores.
Um sobrevivente disse que viu uma pilha de resíduos prestes a desabar quando as pessoas gritaram "corra, corra". Segundo Khaing: "Dentro de um minuto, todas as pessoas no fundo [da colina] simplesmente desapareceram. Sinto-me vazio no coração [...] Havia pessoas presas na lama gritando por ajuda, mas ninguém pôde ajudá-las".

## Número de mortes
Em 3 de julho de 2020, 172 corpos foram recuperados do local, pelo menos 100 estão desaparecidos e outras 54 pessoas ficaram feridas. Além disso, teme-se que muitos mineradores estejam presos e soterrados. Os esforços de resgate foram dificultados pelas fortes chuvas. Fotografias da área mostravam filas de corpos recuperados colocados em uma colina. É esperado que o número de mortos aumente, pois outros corpos estão na lama. Na sexta-feira, 3 de julho, dezenas de corpos recuperados foram enterrados em uma vala desenterrada por uma escavadeira mecânica perto do deslizamento de terra.
Embora a indústria de jade de Myanmar seja conhecida por mortes e acidentes, este desastre de 2020 é o acidente mais mortal da história.